# Castello di Brianza

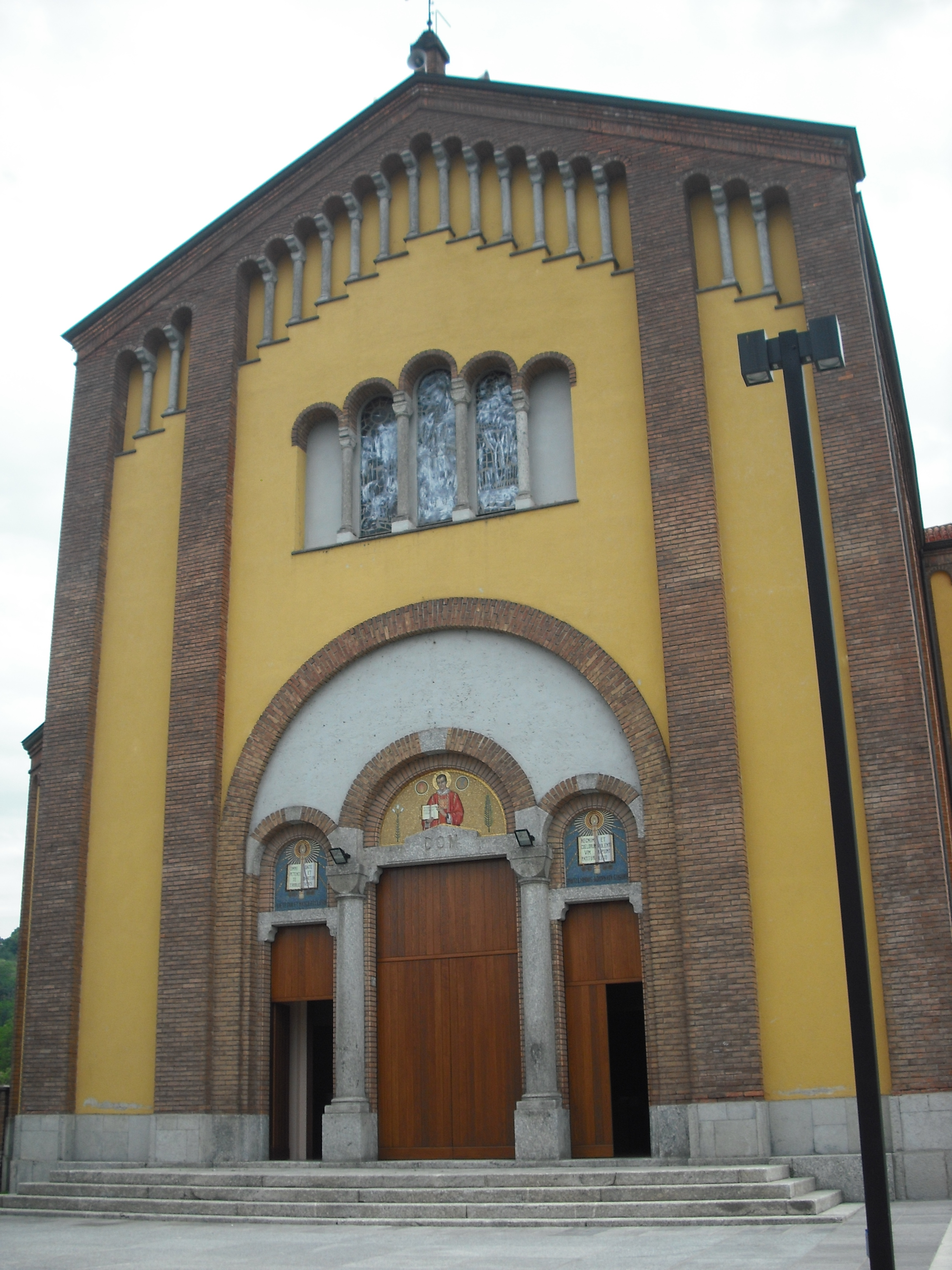
Pfarrkirche San Lorenzo

Castello di Brianza ist eine Gemeinde in der Provinz Lecco in der italienischen Region Lombardei mit 2619 Einwohnern (Stand 31. Dezember 2023).

## Geographie
Castello di Brianza liegt etwa 11 km südwestlich der Provinzhauptstadt Lecco und 35 km nordöstlich der Millionen-Metropole Mailand. Die Gemeinde umfasst die Fraktionen Bevera, Boffalora, Brianzola, Caraverio, Cascinette, Cologna (Hauptort), Moiacchina und Prestabbio. Im Jahr 1971 hatte die Gemeinde Castello di Brianza eine Fläche von 363 Hektar. 
Die Nachbargemeinden sind Barzago, Colle Brianza, Dolzago, Rovagnate, Santa Maria Hoè und Sirtori.

## Geschichte
Im Jahr 1411, mit der Bestätigung der bereits von Bernabò Visconti gewährten Immunitäten und Befreiungen für die Ghibellinen Montis Brianzie partium nostrarum Martexane superioris, und in der am 10. Juli 1412 dem Herzog von Mailand Filippo Maria Visconti geleisteten Eidesformel, wurden omnia communia Montisbriantie contrate Martesane genannt, darunter auch Piè Castello. In den Berichten, die den Vorbereitungsakten für den neuen Schätzer (Jahr 1755) beigefügt waren, wurde Piè Castello als picciola Cassina definiert, die auf dem Gebiet der Gemeinde Nava lag und ihr sowohl in geistlicher als auch in zeitlicher Hinsicht unterstand.
Die Gemeinde Castello di Brianza, die zur Provinz Como gehört, wurde 1928 aus den aufgelösten Gemeinden Brianzola und Cologna gebildet. Nach dem Gesetz über die lokale Verwaltung aus dem Jahr 1926 wurde die Gemeinde von einem Podestà verwaltet. Nach der Gemeindereform von 1946 wurde die Gemeinde Castello di Brianza von einem Bürgermeister, einer Junta und einem Gemeinderat verwaltet.

## Bevölkerung
| Bevölkerungsentwicklung | Bevölkerungsentwicklung | Bevölkerungsentwicklung | Bevölkerungsentwicklung | Bevölkerungsentwicklung | Bevölkerungsentwicklung | Bevölkerungsentwicklung | Bevölkerungsentwicklung | Bevölkerungsentwicklung | Bevölkerungsentwicklung | Bevölkerungsentwicklung | Bevölkerungsentwicklung | Bevölkerungsentwicklung | Bevölkerungsentwicklung | Bevölkerungsentwicklung | Bevölkerungsentwicklung |
| ----------------------- | ----------------------- | ----------------------- | ----------------------- | ----------------------- | ----------------------- | ----------------------- | ----------------------- | ----------------------- | ----------------------- | ----------------------- | ----------------------- | ----------------------- | ----------------------- | ----------------------- | ----------------------- |
| Jahr                    | 1861                    | 1871                    | 1881                    | 1901                    | 1911                    | 1921                    | 1931                    | 1951                    | 1961                    | 1971                    | 1981                    | 1991                    | 2001                    | 2011                    | 2022                    |
| Einwohner               | 1065                    | 1192                    | 1187                    | 1329                    | 1476                    | 1388                    | 1367                    | 1424                    | 1554                    | 1567                    | 1766                    | 1930                    | 2200                    | 2475                    | 2604                    |
| Quelle: ISTAT           |                         |                         |                         |                         |                         |                         |                         |                         |                         |                         |                         |                         |                         |                         |                         |

## Kultur und Sehenswürdigkeiten
- Festa di San Lorenzo Martire – Fest der Ortspatrone am 10. August
- Pfarrkirche San Lorenzo martire[2]
- Kirche San Donato[3]
- Kirche San Lorenzo[4]
- Alte Spinnerei[5]
- Alte öffentliche Waschanlage[6]